# 恋のしずく
「恋のしずく」（こいのしずく）は、1968年1月20日に発売された伊東ゆかりのシングル。

## 解説
- リリース1ヶ月余りでオリコンチャートの1位（4週連続）にランクされ、オリコン初の女性アーティストによる1位獲得曲となった。小川知子の「ゆうべの秘密」とビー・ジーズの「マサチューセッツ」に1位を奪われたが、再び返り咲き、1968年のオリコン年間第5位に輝いた。

- 前年1967年に大ヒットした「小指の想い出」に続く、伊東の代表曲の一つである。

- 1968年末「第10回日本レコード大賞」では、森岡賢一郎が本楽曲で編曲賞を受賞した。また、伊東は本楽曲で同年大晦日「第19回NHK紅白歌合戦」に6年連続6回目の出場を果たしている。

## 収録曲
- 全曲作詞：安井かずみ／作曲：平尾昌晃／編曲：森岡賢一郎

1. 恋のしずく [03:27]
2. あなたの言った言葉 [03:24]

## カバー
- 西田佐知子 - 1969年3月5日発売のアルバム「西田佐知子 恋を唄う」にてカバー。
- Mi-Ke - 1991年12月16日発売のアルバム「懐かしのブルーライトヨコハマ ヨコスカ」でカバー。